# Власова Софія Володимирівна
Власова Софія (нар. 10 жовтня 1991) — українська спортсменка, учасниця зимових Олімпійських ігор 2014 Шорт-трек